# Observatory House
Observatory House (littéralement « maison observatoire ») est un ancien observatoire de Slough, en Angleterre. Il a été construit, dirigé et utilisé par l'astronome William Herschel et sa sœur Caroline. Il a abrité le télescope de 40 pieds de la fin du XVIIIe siècle jusqu'au milieu du XIXe siècle.
La maison principale se trouvait sur Windsor Road. On y trouvait également un petit chalet plus loin sur la terre. Herschel y a emménagé le 3 avril 1786. John Herschel est né dans la maison et William y est mort le 25 août 1822.
John Herschel et sa famille ont quitté la maison pour Hawkhurst en 1840. Observatory House fut par la suite démoli.
Un monument demeure sur Herschel Street près d'où était situé le télescope de 40 pieds.